# Най Эль Рахи
Най Эль Рахи (араб. ناي الراعي‎; род. 1980-е) — ливанская журналистка, исследовательница, активистка и специалистка по защите прав женщин из Бейрута, Ливан.

## Образование
Рахи получила степень бакалавра журналистики в Ливанском университете и степень магистра в области глобальных медиа и гендерных исследований в Школе востоковедения и африканистики (Лондон) в 2011 году. Её исследовательские интересы включают права женщин в СМИ, гендерную динамику и сектарианскую политику в Ливане.

## Карьера
В 2014 году она начала работать в качестве сотрудника по коммуникациям и партнёрству в Gender Hub в Оксфам Великобритания, а также в качестве сотрудника по коммуникациям и партнёрству в региональной программе гендерной справедливости на Ближнем Востоке и в Северной Африке для Оксфам в Тунисе. С 2015 года работает в KAFA Violence & Exploitation, феминистской неправительственной организации, занимающейся гендерным насилием.
Как журналистка, она работала в различных средствах массовой информации. В Dar Al Hayat (2007—2008 гг.) и в газете Assafir (2006—2013 гг.) она была корреспонденткой, в Американском университете Бейрута — копирайтером Департамента коммуникаций и стратегического планирования (2012—2014 годы). С 2014 года работает корреспонденткой в электронной газете Al Modon.
В 2014 году Рахи была активисткой феминистского коллектива Nasawiya, а в следующем году начала работать в Kafa (Enough) Violence & Exploitation в качестве координатора программы для домашних работников-мигрантов. В конце февраля 2016 года вместе с Мирой эль-Мир и Сандрой Хассан запустила веб-сайт HarassTracker.org для отслеживания и документирования домогательств в Ливане, будучи вдохновлена запуском HarassMap в Египте в 2010 году.
Эль Рахи была одной из 13 арабок, выбранных Би-би-си для включения в список 100 женщин. Её выбрали из-за её «неповиновения» при создании веб-сайта по отслеживанию домогательств.